# Kakushi toride no san akunin
Kakushi toride no san akunin (隠し砦の三悪人 Kakushi Toride no San Akunin Za Rasuto Purinsesu, (titolo internazionale: The Last Princess) è un film del 2008 diretto da Shinji Higuchi.
Il film, che vede Jun Matsumoto e Masami Nagasawa interpretare i ruoli dei due giovani protagonisti, è un remake de La fortezza nascosta di Akira Kurosawa.

## Trama
A Makabe, servitore fedele della principessa Yuki, viene affidato il compito di trasportarla al sicuro assieme al suo vasto tesoro composto di lingotti d'oro. Travestitisi così da umili venditori ambulanti di legna da ardere, nascondono l'oro all'interno delle casse del legname in modo da passare inosservati ai posti di blocco, lungo la strada, che si trova sotto il controllo dell'avversario Takayama.
Lungo il viaggio s'imbattono in Takezo e Shimpachi, appena datisi alla macchia dopo esser fuggiti alla condanna ai lavori forzati nelle miniere d'oro; i due, dopo un primo momento di titubanza, accettano di aiutare la principessa, con la promessa di una generosa ricompensa da parte di Makabe.